# علی‌اکبر گودرزی
علی‌اکبر گودرزی (زاده ۱۳۳۴ - درگذشته ۱۲ آبان ۱۳۹۵) دوبلور، گوینده مستند و شاعر اهل ایران بود. وی از سال ۱۳۶۴ وارد حرفه دوبله شده بود. وی گوینده ویژه آنونس و مستند بود، صدایی سلیس و آرامش بخش داشت.

## آلبوم‌ها
- هوا را از من بگیر خنده ات را نه
- چند چراغ و یک آواز
- ایستگاه قطار سانتاایرنه:یک آلبوم صوتی است شامل ۲۷ شعر از شاعران بزرگ جهان.

## مقاله‌ها
- از بامداد تا تنهایی
- شعر ایران، دست‌هایم آن جاست
- کلک شعر ایران، چهره‌های شعر امروز ایران

## مجموعه‌های شعر
- قلب‌های کوچک شهر بزرگ
- حکایت پنهان ماه
- من اما هیچ‌کس
- از اینجا غروب جهان نمایان است
- زندگی دورتر بود
- کولی‌ها ماه می‌بافند
- دریا نام دیگر من است